# Aeroportul Internațional Ninoy Aquino
Aeroportul Internațional Ninoy Aquino (IATA: MNL, ICAO: RPLL) este un aeroport din Parañaque⁠(d), Metro Manila⁠(d), Filipine ce deservește zona Metro Manila⁠(d). Aeroportul a fost tranzitat în 2022 de 30.912.162 de pasageri. A fost deschis în 1948 și numit după Ninoy Aquino⁠(d).
Situat la o altitudine de 23 m, aeroportul dispune de 2 piste. Este operat de Manila International Airport Authority⁠(d).

## Infrastructură

### Piste
Aeroportul dispune de 2 piste. Pista 06/24 are suprafața de asfalt și dimensiunile 3.737 m × 60 m. Pista 13/31 are suprafața de asfalt și dimensiunile 2.258 m × 45 m. 

### Terminale
Aerogara are în componență 4 terminale, Ninoy Aquino International Airport Terminal 1⁠(d), Ninoy Aquino International Airport Terminal 2⁠(d), Ninoy Aquino International Airport Terminal 3⁠(d) și Ninoy Aquino International Airport Terminal 4⁠(d). 